# Баракколь
Баракколь (каз. Барақкөл) — бессточное озеро в Улытауском районе Улытауской области Казахстана. Расположено на высоте 591 м над уровнем моря в центральной части хребта Арганаты.
Площадь озера составляет 12 км², на глубина 2,9 м. Годовые колебания уровня воды составляют 0,5 м. Минерализация воды 1,33 г/л. Питание преимущественно дождевое. Замерзает в начале ноября, вскрывается в апреле. Озеро используется для водопоя скота.
На берегах Баракколя гнездятся типичные для озёр Казахского мелкосопочника птицы, в частности белолобый гусь и пискулька. В период миграции на озере появляется обыкновенный фламинго.
Название озера, по одной из версий, связано с именем казахского султана Барака. Замок Барака был когда-то находится неподалёку от озера.